# Daniel Adair
Daniel Patrick Adair (født 19. februar 1975) er en canadisk-født trommeslager bedst kendt som den nuværende trommeslager for den canadiske rockband Nickelback og hans tidligere arbejde med amerikanske rockband 3 Doors Down. Han har blandt andet også arbejdet med den canadiske band Suspect og den instrumentale fusionsband Martone.